# Lily Afshar
Lily Afshar (persa: لیلی افشار, Teerã, 9 de março de 1960 – Teerã, 24 de outubro de 2023) foi uma violonista clássica iraniana.

## Vida e carreira
Lily Afshar mudou-se para os Estados Unidos em 1977, para estudar no Conservatório de Música de Boston, onde formou-se em violão. Em 1989, doutorou-se na Universidade Estadual da Flórida com uma tese sobre os "24 Caprichos de Goya de Mario Castelnuovo-Tedesco"; em 1994 foi a primeira musicista a gravar a composição de Castelnuovo-Tedesco para violão e foi também a primeira mulher no mundo a obter um doutoramento em guitarra clássica.
Lily ganhou o Prêmio Orville H. Gibson de 2000 para Melhor Violonista Clássica Feminina, bem como três prêmios anuais "Premier Guitarist" pelo Capítulo de Memphis da Academia Nacional de Artes e Ciências da Gravação. Lily foi galardoada com o Prêmio Distinto de Ensino de 2008, o Prêmio Eminente da Faculdade de 2000 e o Prêmio Distinto de Investigação de 1996, na Universidade de Memphis. Ela foi escolhida como "Embaixadora Artística" da Agência de Informação dos Estados Unidos para a África e esteve entre os doze violonistas selecionados para tocar para Andrés Segovia nas suas masterclasses realizadas na Universidade do Sul da Califórnia.
Sobre o seu estilo, a revista Global Rhythm escreveu que ela combinava "o som delicado, mas poderoso, da guitarra clássica com a ornamentação melódica da música persa e barroca". Ao rever um concerto seu, a crítica do Washington Post Joan Reinthaler observou que "Lily Afshar tem o toque delicado e a concentração apurada que caracterizam os melhores guitarristas, e tem também o sentido musical e a contenção que caracterizam apenas alguns".

## Vida pessoal
Afshar morreu de câncer em Tutkabon, Mazandarão, no Irã, em 24 de outubro de 2023, com 63 anos de idade.

## Discografia, livros e DVDs
- Caprichos de Goya, Op. 195 - CD, Summit Records (1994)
- A Jug of Wine and Thou - CD, Summit Records (1999)
- Possession - CD, Archer Records (2002)
- Hemispheres - CD, Archer Records (2006)
- Virtuoso Guitar - DVD, Mel Bay (2008)
- Mil e Uma Noites - CD, Kargah-e Musiqi (2013)
- Musica da Camera - CD, Archer Records (2013)
- Bach on Fire- CD, Archer Records (2014)
- Segredos da Guitarra Clássica Vol. 1 - DVD, Guitar Control (2011)
- Segredos da Guitarra Clássica Vol. 2 - DVD, Guitar Control (2011)
- Cinco baladas persas populares - Mel Bay (2000)
- Essential Bach for Guitar Arranged by Lily Afshar - Mel Bay (2012)
- Coleção de Guitarra Clássica Vol. 1 - DVD, Guitar Control (2016)
- Coleção de Guitarra Clássica Vol. 2 - DVD, Guitar Control (2016)
- Scarlatti e Weiss para guitarra - arranjo para guitarra de Lily Afshar, Mel Bay (2016)
- Compositores espanhóis para guitarra clássica - arranjo para guitarra de Lily Afshar, Mel Bay (2016)
- Valses Poeticos de Enrique Granados - arranjo para guitarra de Lily Afshar, Mel Bay (2016)

## Leitura complementar
- "A paixão persa de Lily Afshar", Classical Guitar [UK]. Vol. 23, No.7 (março, 2005); pp. 16-19.